# Explosimeter

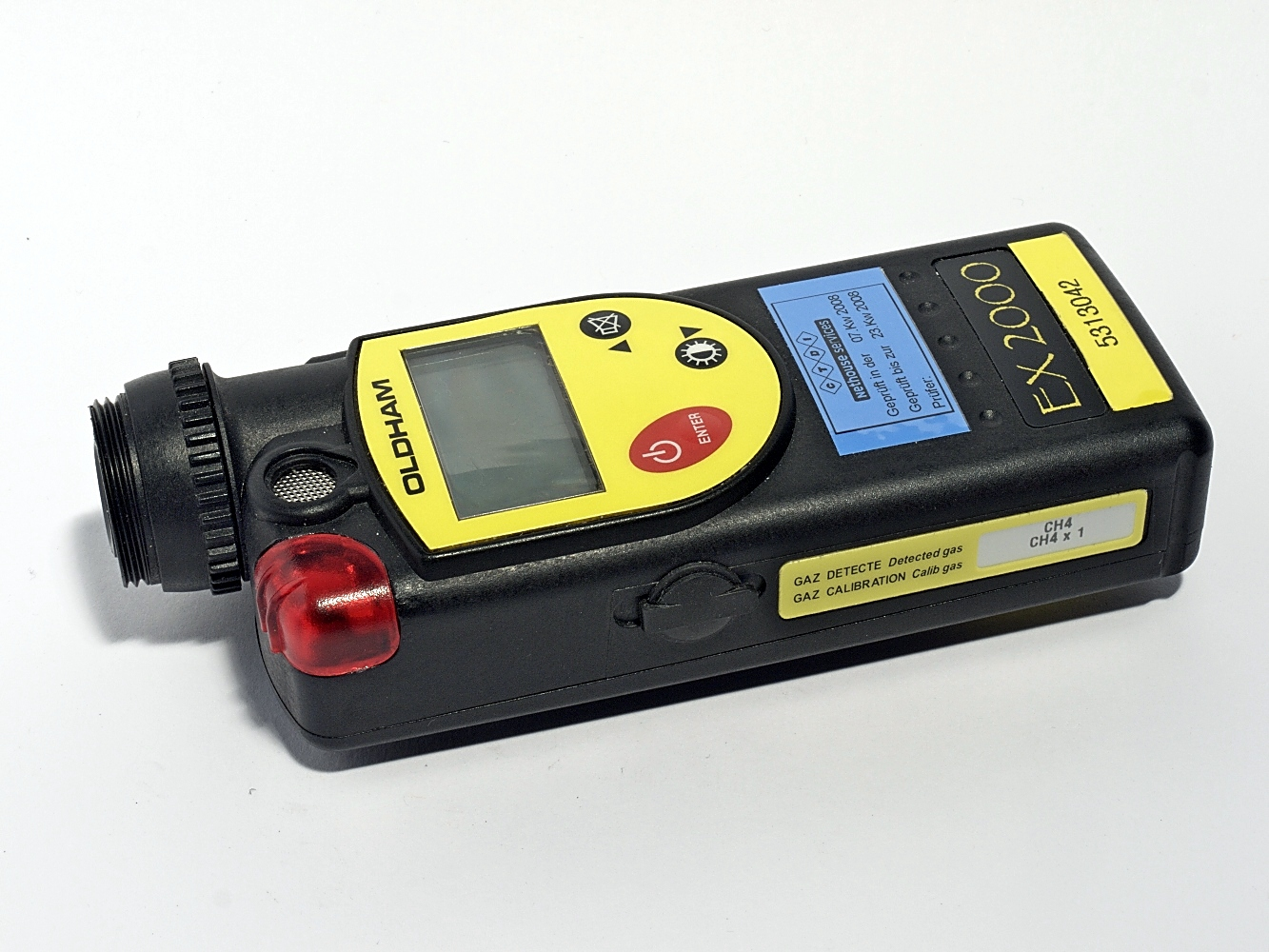
Oldham EX2000 tragbares Explosimeter; hier ohne Sensor

Explosimeter, auch genannt Ex-Messgeräte oder kurz EXmeter, können explosionsfähige Gas-Luftgemische anzeigen.
Dadurch ist es möglich, gefährdete Bereiche zu meiden oder diese nur mit Ausrüstung zu betreten, die keine Zündquelle darstellt. Oft werden Explosimeter in Bereichen mitgeführt, in denen die Gefahr besteht, dass durch Betriebsstörungen explosionsfähige Gemische entstehen.
Die Anzeige der Konzentration eines zündfähigen Gases erfolgt in Prozent der unteren Explosionsgrenze (UEG) des Kalibriergases. Folglich entspricht ein Wert von 100 % UEG der unteren Explosionsgrenze – erst ab dieser Konzentration ist eine Zündung des Gas-Luft-Gemisches möglich. Zur Sicherheit werden bei Explosimetern Warnschwellen festgelegt, die deutlich unterhalb der UEG liegen. Meist liegen diese im Bereich von 10 bis 40 Prozent der unteren Explosionsgrenze. Bei Überschreitung der Warnschwelle geben die Geräte einen optischen und akustischen Alarm von sich, der den Benutzer darauf aufmerksam macht und dadurch die Gelegenheit gibt, den Gefahrenbereich zu verlassen.
Oft haben die Explosimeter noch eine eingebaute Pumpe, mit der über eine Sonde und einen Schlauch das zu messende Gas in das Gerät gepumpt wird. Das ist vor allem bei Schächten oder Kanälen wichtig.

## Kalibrierung
Zur Kalibrierung von Explosimetern können prinzipiell alle Gase eingesetzt werden, die der Sensor detektieren kann. Die Messung anderer Gase, als das zur Kalibrierung eingesetzte, liefern in der Regel fehlerhafte Messwerte. Für Standard-Kalibriergase existieren jedoch Tabellen mit Korrekturfaktoren mit denen der richtige Wert berechnet werden kann.
Die gebräuchlichsten Kalibriergase bei den Feuerwehren stellen Nonan und Toluol dar. Immer häufiger wird inzwischen auch Methan als Kalibriergas eingesetzt, da es als Hauptbestandteil von Erdgas das mit am häufigsten bei Feuerwehreinsätzen auftretende explosionsfähige Gas darstellt.
Die Kalibrierung mit Methan hat jedoch den Nachteil, dass die Konzentration anderer gemessener Gase meist deutlich zu niedrig dargestellt wird. Der Korrekturfaktor für Ethin (Acetylen) bei einem mit Methan kalibrierten Explosimeter beispielsweise beträgt ca. 2,8 – ein auf dem Gerät angezeigter Wert von 20 % UEG entspräche somit einer Konzentration des Gases, die bereits bei knapp 60 % unterhalb der unteren Explosionsgrenze liegt. Aus diesem Grund werden bei mit Methan kalibrierten Explosimetern in der Regel sehr niedrige Warnschwellen festgelegt (10–20 % UEG).

## Messverfahren
Die gebräuchlichsten Sensoren in Explosimetern stellen katalytische Wärmetönungs- und Infrarotsensoren dar.

### Katalytische Wärmetönung

Schematische Darstellung eines mit katalytischer Wärmetönung arbeitenden Sensors eines Explosimeters

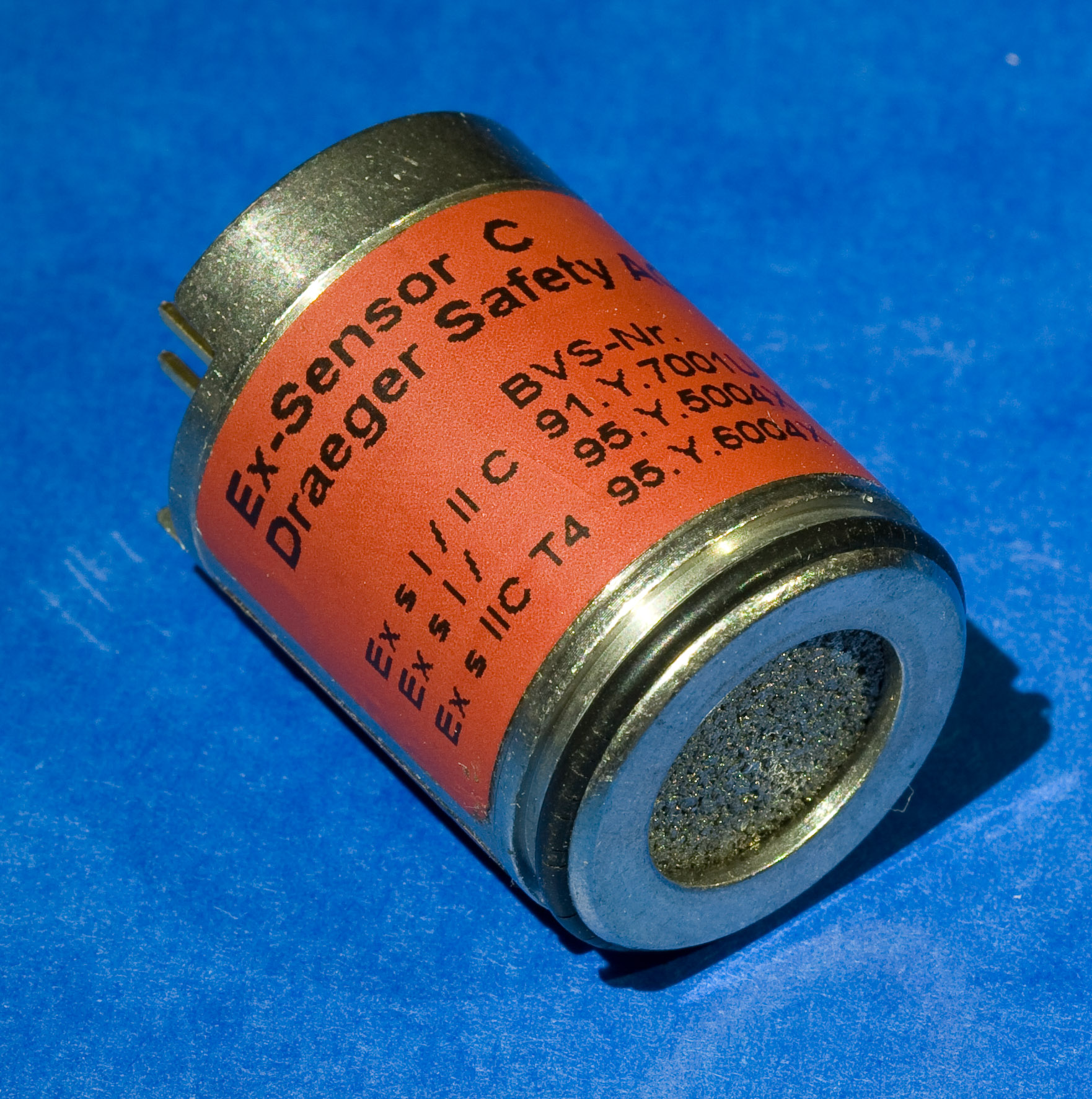
Wärmetönungssensor eines EXmeters. Auf der Stirnseite ist die Einlassöffnung mit der Sintermetallscheibe erkennbar.

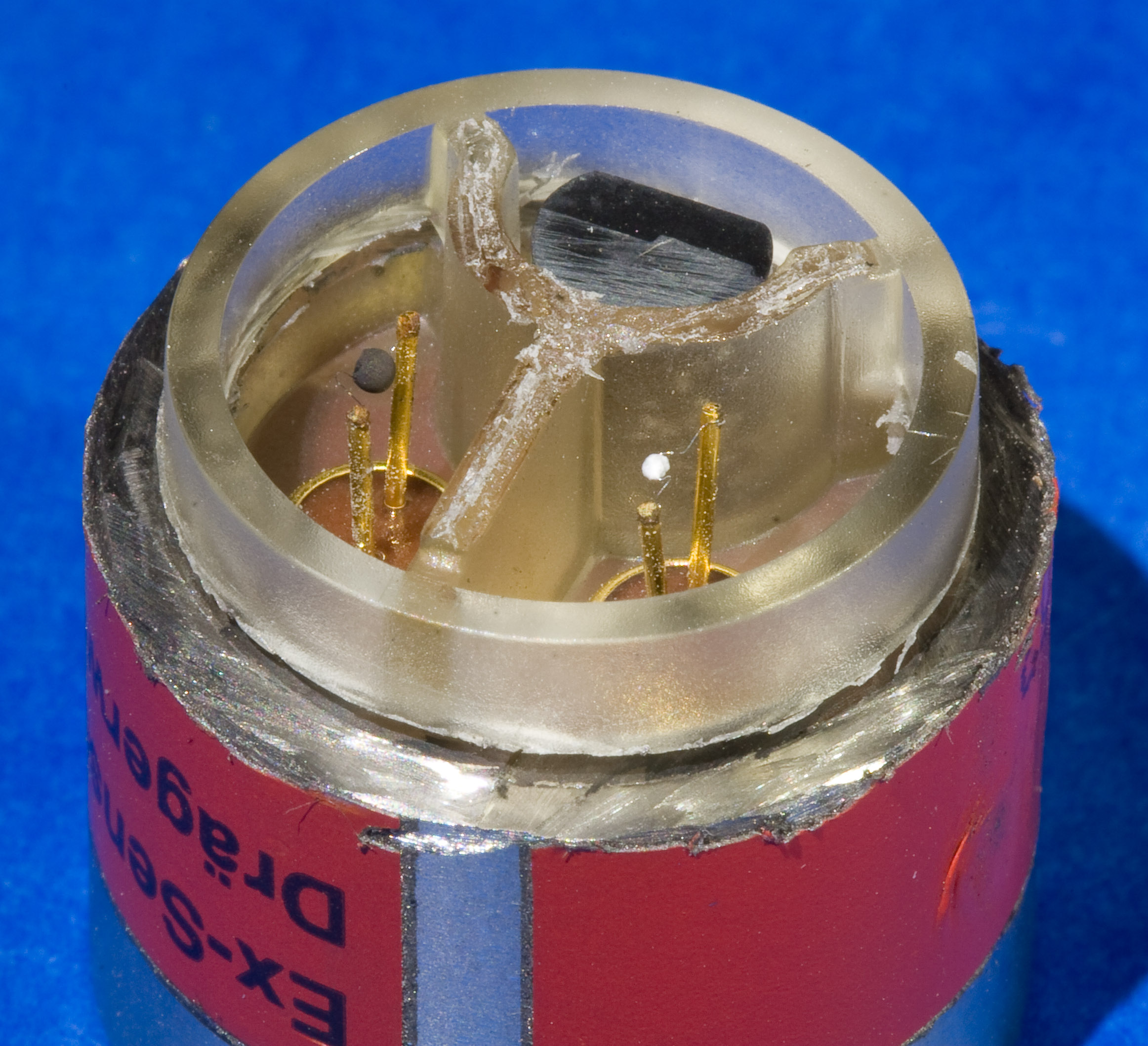
Geöffneter Wärmetönungssensor eines EXmeters. Gut erkennbar sind Pellistor (grau) und Kompensator (weiß).

Durch eine poröse Sintermetallscheibe gelangt Umgebungsluft in die Sensorkammer. Darin befinden sich zwei Heizelemente, die durch Anlegen einer Heizspannung auf eine Temperatur von etwa 500–600 °C erhitzt werden. Eines der Heizelemente, der Pellistor, ist an der Oberfläche mit einem Katalysator beschichtet, so dass eventuell vorhandenes brennbares Gas katalytisch verbrannt wird. Die daraus resultierende Temperaturerhöhung führt zu einer Steigerung des elektrischen Widerstandes im Heizdraht des Pellistors. Das zweite Heizelement, der Kompensator, ist mit einer chemisch inerten Schicht überzogen und dient als Referenzwiderstand zum Pellistor. Umgebungseinflüsse wie Temperatur und Luftfeuchtigkeit, welche zu einer Veränderung der Temperatur der Heizelemente führen, werden auf diese Weise kompensiert. Da die bei der Verbrennung von Gas auftretende Differenz der Widerstandswerte von Pellistor und Kompensator sehr gering ist, wird eine Wheatstone'sche Messbrücke verwendet.
Das Vorhandensein von Stoffen wie Blei- und Schwefelverbindungen sowie Halogenkohlenwasserstoffen in der Messluft kann zu einer Vergiftung des katalytischen Materials führen und den Sensor dauerhaft schädigen.
Weiterhin muss bei der Messung ausreichend Sauerstoff vorhanden sein, da sonst das Messgas am Pellistor nicht verbrennt und der Sensor somit falsche Messergebnisse liefert.

### Infrarot-Messverfahren
In der mit der Umgebungsluft verbundenen Messkammer befindet sich eine Infrarotlichtquelle, die einen breitbandigen Infrarotstrahl in das Kammervolumen abgibt. Durch Reflexion an den Kammerwänden gelangt das Licht zu einer Detektoreinheit, bestehend aus Messdetektor und einem Referenzdetektor. Vor dem Messdetektor liegt ein schmalbandiger Infrarotfilter im Strahlengang, der nur für den Wellenlängenbereich durchlässig ist, in dem die Kohlenwasserstoffe das IR-Licht absorbieren (um die 3,8 µm). Befinden sich Kohlenwasserstoffe in der Messkammer, absorbieren diese in Abhängigkeit von deren Konzentration Infrarotlicht, was zu einer schwächeren Einstrahlung am Messdetektor führt. Dem Referenzdetektor ist kein Sperrfilter vorgelagert, so dass dieser den gesamten Spektralbereich des ausgestrahlten Infrarotlichtes erfassen kann. Sofern sich nur Kohlenwasserstoffe in der Messkammer befinden sollten, ändert sich die Einstrahlungsintensität am Referenzdetektor im Gegensatz zum Messdetektor nicht signifikant. Die Anwesenheit anderer optischer Störgrößen, wie Rauch oder Dampf, führen jedoch auch am Referenzdetektor zu einer geringeren Einstrahlungsintensität. Dies lässt eine Kompensation der Störgrößen bei der Messung der Kohlenwasserstoffe zu.
Gegenüber dem katalytischen Wärmetönungsverfahren bietet das Infrarot-Messverfahren insbesondere die Vorteile, dass es unempfindlich gegenüber Katalysatorgiften ist, eine Messung auch in inerten Umgebungen möglich ist und einen geringeren Wartungsaufwand benötigt. Ein Nachteil dieses Messverfahrens ist, dass Wasserstoff nicht detektiert wird.